# Decadentismo

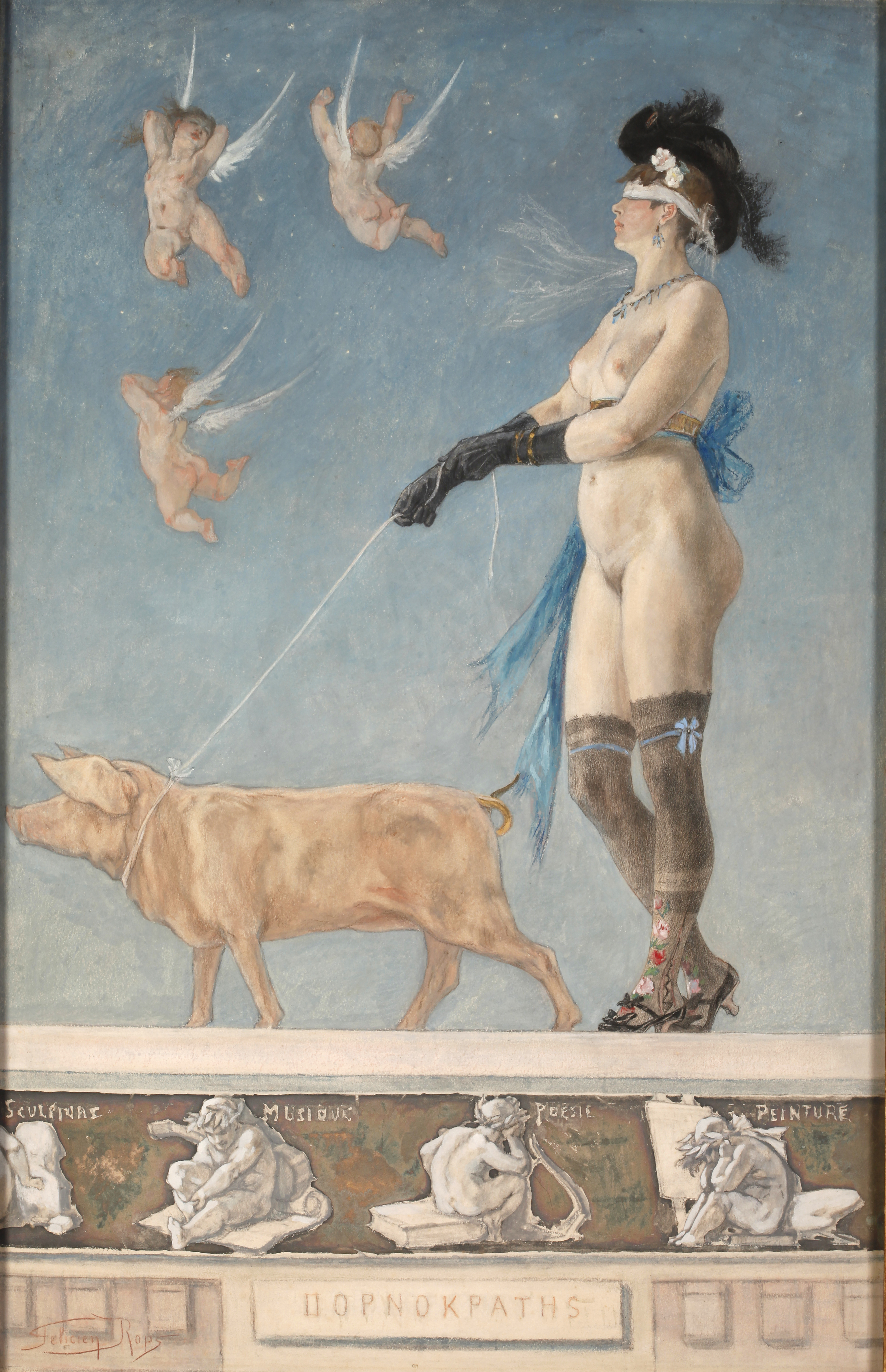
Félicien Rops, Pornokratès, 1878.

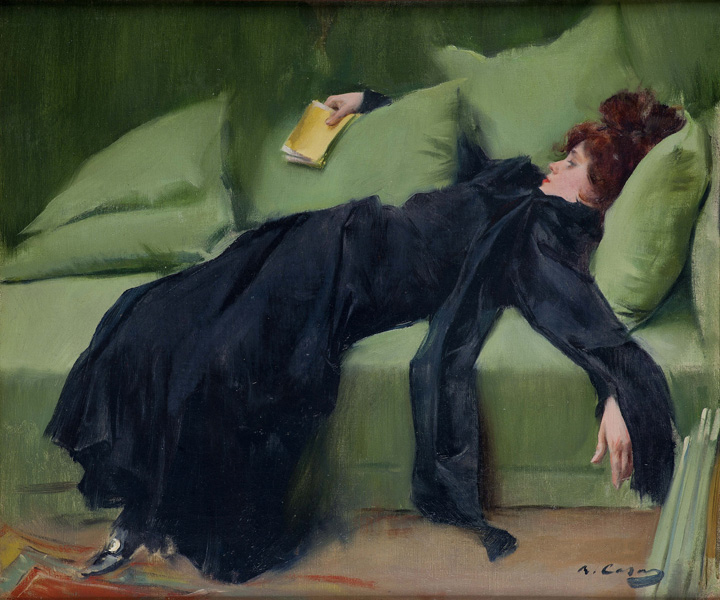
Joven decadente, por Ramón Casas, 1899.

El decadentismo es una corriente artística, filosófica y, principalmente, literaria que tuvo su origen en Francia en las dos últimas décadas del siglo XIX y se desarrolló por casi toda Europa y algunos países de América.
La denominación de decadentismo surgió como un término despectivo e irónico empleado por la crítica académica, sin embargo, la definición fue adoptada por aquellos a quienes iba destinada.

## Denominación
La humillación que supuso para Francia la Guerra franco-prusiana en 1870 dejó la impresión permanente en la nueva generación de que una época había terminado; la estética dominante entonces, el naturalismo, ofrecía además una visión de la vida sumamente desagradable, feísta y antiestética. Según Louis Marquèze-Pouey, fue Maurice Barrès el primero que aplicó y oficializó la denominación de décadents a un grupo literario en 1884, que él identificó con precisión por sus iniciadores. À rebours / A la contra (1884) de Huysmans fue sin duda el aldabonazo del movimiento. Pero el término era despectivo, y solo se generalizó con la polémica que provocó una parodia en forma de pastiche de su estética, temas, estilos y aún de las biografías de sus desmayados autores (neurópatas, morfinómanos, amorales, pesimistas, extranjerizantes o peor: germanófilos y wagnerianos), Les déliquescences. Poèmes décadents d'Adoré Floupette, avec sa vie para Marius Tapora. Byzance: chez Lion Vanné éditeur, 1885; en realidad, fue menos burlescamente impreso en los talleres de la revista Lutèce y sus autores, que inventaron a Floupette y a su amigo del alma y biógrafo Tapora, "farmacéutico de segunda clase", eran los periodistas de esta publicación, Henri Beauclair y Gabriel Vicaire.

## Estética

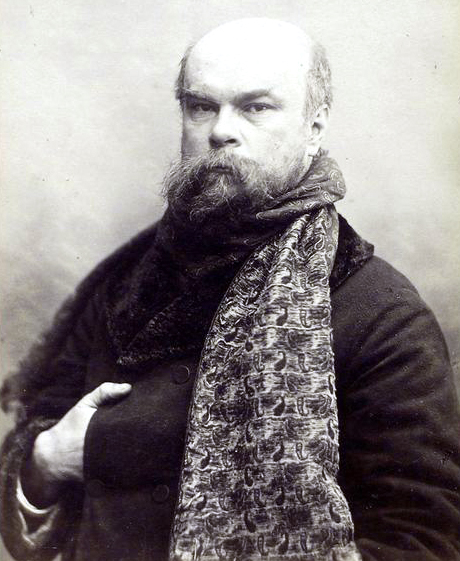
Paul Verlaine.

Una de las mejores expresiones de este movimiento la refleja el verso de Verlaine: Yo soy el imperio final de la decadencia. Precisamente Verlaine estuvo durante algún tiempo a la cabeza del movimiento, especialmente después de la publicación de Los poetas malditos (1884).
El decadentismo fue la antítesis del movimiento poético de los parnasianos y de su doctrina, inspirada en el ideal clásico del arte por el arte, a pesar de que Verlaine, uno de los máximos exponentes del decadentismo, había sido en sus orígenes parnasiano. La fórmula pictórica y escultórica de los parnasianos (ut pictura poesis, según la norma de Horacio), se sustituye en el decadentismo por el ideal de una poesía que tiende a la cualidad de la música, que solo es forma (Walter Pater) y valora la libertad de expresión hasta el punto de mostrarse indiferente en su valoración a las cuestiones morales. El esteticismo intelectual de Pater (1839-1894), escéptico y enemigo de toda afiliación y compromiso, se considera partidario anticipado de la "disponibilidad" al modo de André Gide, y juega con las ideas como si fueran perlas de cristal sin creer jamás en ellas:
Se nos ha concedido un cierto intervalo de tiempo, terminado el cual abandonaremos esta morada terrena. Algunos seres humanos sienten transcurrir este intervalo en la indiferencia, otros entregados a grandes pasiones y los más sabios al arte y las canciones.
El decadentismo arremete contra la moral y las costumbres burguesas, pretende la evasión de la realidad cotidiana, exalta el heroísmo individual y desdichado y explora las regiones más extremas de la sensibilidad y del inconsciente.
El esteticismo se acompañó, en general, de un exotismo e interés por países lejanos, especialmente los orientales, que ejercieron gran fascinación en autores como el francés Pierre Louÿs, en su novela Afrodita (1896) y en sus poemas Las canciones de Bilitis (1894). Así como en los también franceses Pierre Loti y, acompañado de dandismo, en Jules Barbey d'Aurevilly, o en el inglés Richard Francis Burton, explorador y traductor de una polémica versión de Las mil y una noches.
Pero la máxima expresión del decadentismo lo constituye la novela À rebours (A contrapelo), escrita en 1884 por el francés Joris-Karl Huysmans, quien es considerado uno de los escritores más rebeldes y significativos del fin de siglo. La novela narra el estilo de vida exquisito del duque Jean Floressas des Esseintes, que se encierra en una casa de provincias para satisfacer el propósito de sustituir la realidad por el sueño de la realidad. Este personaje se convirtió en un modelo ejemplar de los decadentes, de tal manera que se consideran descendientes directos de Des Esseintes, entre otros, personajes como Dorian Gray, de Oscar Wilde, y Andrea Sperelli, de Gabriele D'Annunzio. À rebours fue definida por el poeta inglés Arthur Symons como el breviario del decadentismo.
La decadencia, por otro lado, es una acumulación de signos o descripciones sensibles cuyo significado no está oculto, como en el simbolismo: es fundamentalmente artificioso. Fue Oscar Wilde quien quizás lo formuló más claramente en La decadencia de la mentira con la sugerencia de tres doctrinas sobre el arte:
1. "El arte nunca expresa nada más que a sí mismo".
2. "Todo mal arte proviene de volver a la Vida y la Naturaleza, y elevarlos a ideales".
3. "La vida imita al arte mucho más de lo que el arte imita a la vida"

Después de lo cual, sugirió una conclusión bastante en contraste con la búsqueda de Moréas de la verdad oculta: "Mentir, decir cosas hermosas y falsas, es el objetivo correcto del Arte".

## El decadentismo en Europa

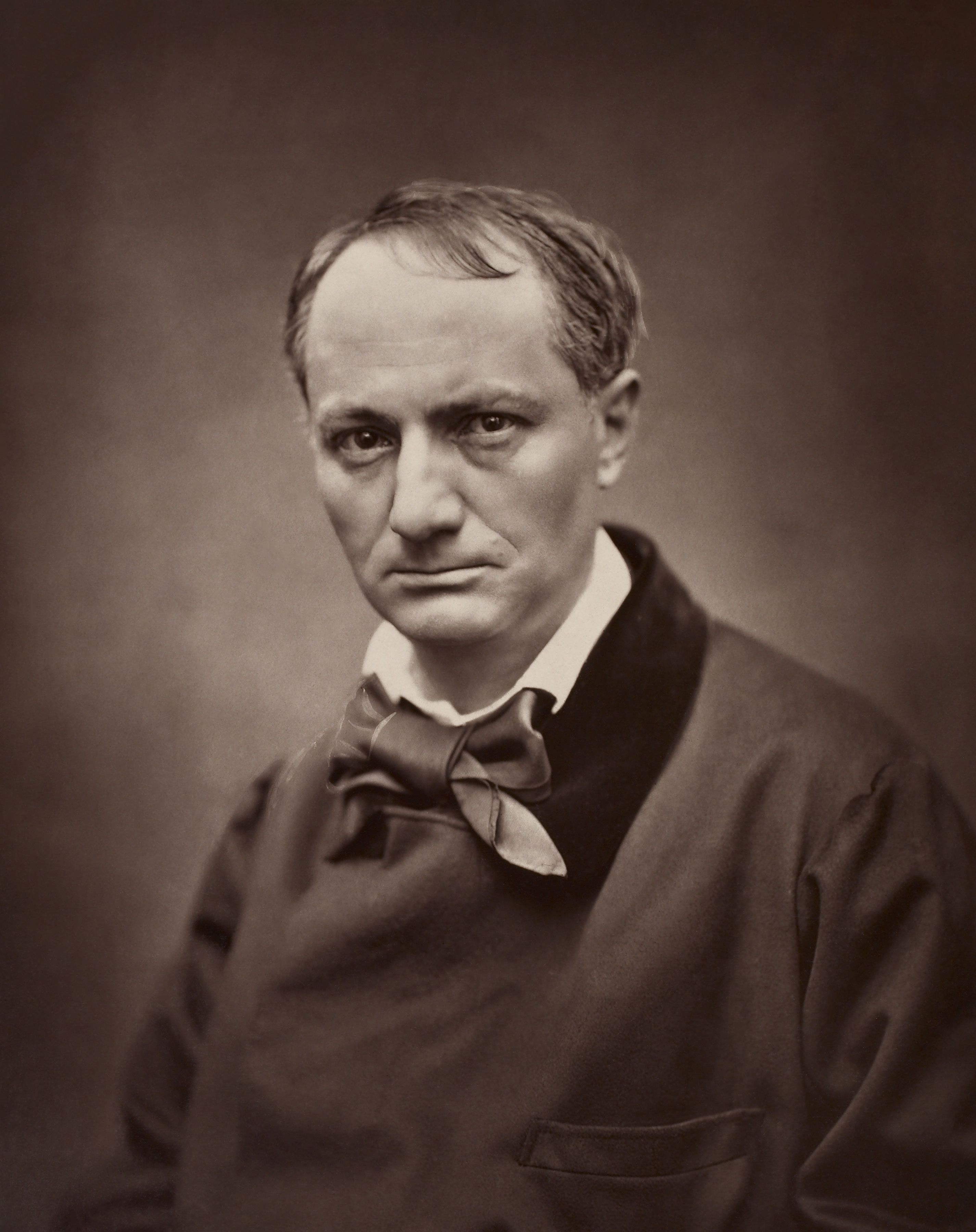
Charles Baudelaire.

Ya se ha mencionado el precedente de los poetas malditos franceses (Isidore Ducasse, más conocido como Lautréamont; y Charles Baudelaire y Paul Verlaine, especialmente), y a los que siguieron Pierre Louÿs, Pierre Loti, Jules Barbey d'Aurevilly y Joris-Karl Huysmans; Les Complaintes de Jules Laforgue, Légende d'âmes et de sangs, primer libro de René Ghil; Anatole Baju, fundador en abril de 1886 de la revista Le Décadent Littéraire et Artistique, que duró con diversos avatares hasta 1889. Brujas la muerta de Georges Rodenbach; la primera etapa de Jean Moréas; los italianos Gabriele D'Annunzio y, en cierta manera, Giovanni Pascoli, para quien todo lo moderno y urbano es una degeneración de lo puro y primitivo; en Gran Bretaña, las figuras de Oscar Wilde, especialmente en su novela El retrato de Dorian Gray (1891) y sus relatos cortos, su maestro Walter Pater, que publicó una novela sagrada para su generación, Mario el epicúreo (1885); George Moore, también discípulo de Pater; el poeta, crítico y ensayista Algernon Charles Swinburne; Arthur Symons, autor del poemario El ángel rubio, Ernest Dowson y Lionel Johnson.

## El decadentismo en España y en Hispanoamérica
España e Hispanoamérica también se dejaron influir por esta actitud estético-literaria, y toda la poesía de fin de siglo responde a los ideales artísticos del arte por el arte. Así puede considerarse el modernismo del nicaragüense Rubén Darío y del mexicano José Juan Tablada. En España son figuras características el primer Ramón María del Valle-Inclán, Isaac Muñoz, Emilio Carrere, Álvaro Retana, Melchor Almagro y Antonio de Hoyos y Vinent. El decadentismo artístico fue mucho más persistente en América: Julián del Casal, Efrén Rebolledo, Amado Nervo, Leopoldo Lugones, Mariano Azuela, César Vallejo, Horacio Quiroga y otros muchos llenaron muchos años de la vida literaria latinoamericana y en ellos la nota francesa nunca estuvo ausente.

## Fin del decadentismo e influencia posterior
Hacia 1890, la revista el Mercure de France se manifestó a favor del simbolismo. A partir de entonces, la trayectoria del Decadentismo, entendido como movimiento, se puede considerar terminada. Anteriormente, en septiembre de 1866, un artículo publicado por Jean Moréas en Le Figaro, habló por primera vez de simbolismo, refiriéndose al bosque de los símbolos del poema "Correspondances" de Baudelaire.
Las teorías del simbolismo aparecieron publicadas en la revista Le symboliste, mientras que los decadentes continuaron usando a Le décadent como vehículo para difundir sus teorías. Se perfiló así la divergencia entre decadentes, complacientes experimentadores en el campo de los sentidos y del lenguaje, y simbolistas, que buscan los valores absolutos de la palabra y aspiran a expresar una armonía universal del mundo.

## El decadentismo como punto de encuentro
Más tarde, algunos críticos ampliaron el significado del término decadente como opuesto a los convencionalismos. De esta manera, el decadentismo sería, en sus orígenes, antiacadémico en pintura, antipositivista en filosofía, antinaturalista en literatura. Así, tendencias, escuelas y orientaciones, con frecuencia diversas y lejanas, acabaron por confluir y hallarse comprendidas bajo la misma etiqueta.
Genéricamente se definen como decadentes aquellas formas de arte que superan o alteran la realidad en la evocación, en la analogía, en la evasión, en el símbolo. La lista de los nombres puede incluir a Rainer Maria Rilke, Constantino Cavafis, Paul Valéry, Marcel Proust, Franz Kafka, James Joyce, Oscar Wilde, Thomas Stearns Eliot, o movimientos de vanguardia, como el surrealismo, el imaginismo ruso, el cubismo, o el realismo crítico de Thomas Mann.